# Jára Cimrman ležící, spící
Jára Cimrman ležící, spící je česká filmová komedie režiséra Ladislava Smoljaka, natočená v roce 1983. Titulní roli ztvárnil „Zdeněk Svěrák a kolektiv“.
Jde o filmovou biografii Jaroslava Cimrmana, největšího génia českých dějin všech dob. Ve filmu jsou ukázány ty nejdůležitější události, které údajně formovaly jeho osobnost, ale dokonce také ty, které formoval on sám.
| „                                      | Největším světovým spisovatelem, vynálezcem, malířem, fyzikem, lyžařem a filosofem za posledních sto let byl český velikán Jára Cimrman. Můžeme o tom vést spory, můžeme s tím nesouhlasit, ale to je tak všechno, co se proti tomu dá dělat. | “ |
| — Úvodní slovo průvodkyně v Museu peří | |   |

Film je rámován dějem Exkurze v Cimrmanově muzeu a dále je chronologicky členěn do několika kapitol Cimrmanova života:
- Jára Cimrman – školní léta, Praha 18??
- Jára Cimrman, inspirující
- Jára Cimrman, pozdě přicházející
- Jára Cimrman, tvořící, Praha 1897
- Jára Cimrman, bořící, Konopiště 1909
- Jára Cimrman, Pacov 1911
- Jára Cimrman, Liptákov 1914
- Jára Cimrman, ležící, spící

## Osoby a obsazení
(Seznam je členěn podle kapitol filmu. Tučně jsou uvedeni členové Divadla Járy Cimrmana.)
| Zdeněk Svěrák     | Cimrmanův otec Leopold Cimrman, krejčí             |
| Alice Štěchová    | Cimrmanova matka Marlen Jelinková, herečka         |
| Eliška Sirová     | Cimrmanova starší sestra Luisa                     |
| Filip Švarc       | Jára Cimrman jako dítě                             |
| Jan Unger         | Jára Cimrman jako student(ka)                      |
| Zdeněk Svěrák     | Jára Cimrman jako dospělý                          |
| Valerie Kaplanová | Jára Cimrman jako průvodkyně v Museu peří Liptákov |

- Exkurze v Cimrmanově muzeu

| Valerie Kaplanová             | průvodkyně v muzeu                                        |
| Josef Abrhám                  | vědec, pátrající po Cimrmanově historii                   |
| Richard Honzovič (pouze hlas) | průvodní slovo v Museu peří Liptákov                      |
| Marie Drahokoupilová          | průvodkyně turistického zájezdu                           |
| Jaroslav Vozáb                | tlumočník                                                 |
| Vladimír Svitáček             | účastník turistického zájezdu profesor Kingsley z Londýna |
| Václav Kotva                  | účastník turistického zájezdu                             |
| Josef Kubíček                 | účastník turistického zájezdu                             |
| Gustav Vondráček              | účastník turistického zájezdu                             |
| Lena Birková                  | účastnice turistického zájezdu                            |
| Jana Viščaková                | účastnice turistického zájezdu                            |
| Eva Trunečková                | účastnice turistického zájezdu                            |

- Jára Cimrman – školní léta

| Míla Myslíková   | ředitelka dívčí školy Minerva ve Vodičkově ulici |
| Zdeňka Rosolová  | učitelka zdravovědy                              |
| Jaroslav Weigel  | učitel fyziky                                    |
| Boris Hybner     | učitel biologie                                  |
| Edita Dindělová  | učitelka tělocviku                               |
| Petr Kostka      | malíř Josef Mánes                                |
| Ladislav Smoljak | rodič na konzultaci u ředitelky školy            |

- Jára Cimrman, inspirující

| Ladislav Šimek  | matematik Konstantin Eduardovič Ciolkovskij (jeho scéna byla vystřižena) |
| Ivan Lukeš      | telegrafista Guglielmo Marconi                                           |
| Leoš Suchařípa  | konstruktér Gustave Eiffel                                               |
| Pavel Vondruška | hudební skladatel Johann Strauss mladší                                  |
| Jiří Hálek      | spisovatel Anton Pavlovič Čechov                                         |

- Jára Cimrman, pozdě přicházející

| Václav Král     | úředník Patentového úřadu       |
| František Volf  | vynálezce Alexander Graham Bell |
| Bořík Procházka | vynálezce Alfred Nobel          |

- Jára Cimrman, tvořící

| Ladislav Frej                 | malíř Luděk Marold                            |
| Libuše Šafránková             | Alžběta, Maroldova a pak Cimrmanova pomocnice |
| Petr Brukner                  | vynálezce Viktor Kaplan                       |
| Jaromír Kučera                | spisovatel Jaroslav Vrchlický                 |
| Gustav Skála                  | houslista Jan Kubelík                         |
| Jiří Wimmer                   | vynálezce František Křižík                    |
| Věra Bublíková                | spisovatelka Karolina Světlá                  |
| Jan Cmíral                    | sochař Josef Václav Myslbek                   |
| Karel Houska                  | hudební skladatel Antonín Dvořák              |
| Jiří Zahajský                 | cestovatel Emil Holub                         |
| Nina Divíšková                | manželka cestovatele Holuba Růžena Holubová   |
| Vlastimil Zavřel              | trenér fotbalistů                             |
| Pavel Vondruška               | dirigent                                      |
| Ladislav Smoljak (pouze hlas) | jeden z jízdních strážníků rozhánějících dav  |

- Jára Cimrman, bořící

| Petr Čepek        | arcivévoda František Ferdinand d'Este           |
| Petr Čepek        | vrah Nývlt, dvojník Františka Ferdinanda d'Este |
| Milena Dvorská    | arcivévodova choť hraběnka Žofie Chotková       |
| Veronika Vrabcová | arcivévodova dcera Žofie                        |
| Zdeněk Mašek      | arcivévodův syn Maxmilián                       |
| Martin Šotola     | arcivévodův syn Ernst                           |
| František Husák   | arcivévodův kočí Wimmer                         |
| Jaroslav Tomsa    | arcivévodův lovčí Mirvald                       |
| Jiří Kostka       | císař František Josef I.                        |
| Jiří Kostka       | vrah Macháně, dvojník Františka Josefa I.       |
| Jiří Bruder       | baron František Ringhoffer IV.                  |
| Miloslav Štibich  | komorník                                        |
| Milan Klacek      | posel                                           |

- Jára Cimrman, Pacov

| Rudolf Hrušínský mladší | člen Cimrmanova divadelního souboru (Tomáš)                                     |
| Vlasta Žehrová          | členka Cimrmanova divadelního souboru (Karla)                                   |
| Jiřina Jirásková        | členka Cimrmanova divadelního souboru (není Tomášovou maminkou, nýbrž babičkou) |
| Oldřich Vlach           | člen Cimrmanova divadelního souboru (není Tomášovým otcem, nýbrž synem)         |
| Miroslav Vladyka        | člen Cimrmanova divadelního souboru (není Tomášovým švagrem)                    |
| Jaroslava Kretschmerová | členka Cimrmanova divadelního souboru (není Tomášovou tetou)                    |
| Zdeněk Podskalský       | pokladník Cimrmanova divadelního souboru                                        |

- Jára Cimrman, Liptákov

| Marian Cingroš    | starosta Liptákova        |
| Jan Hraběta       | kloboučník Josef Lešner   |
| Radka Dulíková    | paní Lešnerová            |
| Bohumil Vávra     | dědeček Lešner            |
| Ivan Šlapeta      | hostinský Sirotek         |
| Genadij Rumlena   | vesničan v Liptákově      |
| Vladimír Švabík   | vesničan v Liptákově      |
| Jožka Stoklasa    | vesničan v Liptákově      |
| Linda Dřevikovská | němá holčička v Liptákově |
| Jan Kehár         | žák Konrad Henlein        |
| Jan Kašpar        | krajánek                  |

## Zajímavosti
V 1., 2. a 5. díle zábavného pořadu Veselé příhody z natáčení vyprávějí Ladislav Smoljak a Zdeněk Svěrák mystifikační historky ze zákulisí vzniku filmu.
Scény ve filmovém Liptákově se natáčely ve vesnickém skanzenu Vesec u Sobotky.